# لوسيان ماينارد
لوسيان ماينارد هو سياسي كندي، ولد في 17 فبراير 1908 في مونتريال في كندا، وتوفي في 7 فبراير 1996 في إدمونتون في كندا. حزبياً، نشط في حزب الائتمان الاجتماعي في ألبرتا ‏. وقد انتخب عضو الجمعية التشريعية ألبرتا.